# Cordia harrisii
Cordia harrisii är en strävbladig växtart som beskrevs av Ignatz Urban. Cordia harrisii ingår i släktet Cordia, och familjen strävbladiga växter. Inga underarter finns listade i Catalogue of Life.